# Spinembolia enshiensis
Espèce
Spinembolia enshiensis est une espèce d'araignées aranéomorphes de la famille des Theridiidae.

## Distribution
Cette espèce est endémique du Hubei en Chine,. Elle se rencontre dans le xian de Xuan'en.

## Description
Le mâle holotype mesure 1,85 mm.

## Systématique et taxinomie
Cette espèce a été décrite par Hu et Liu en 2024.

## Étymologie
Son nom d'espèce, composé de enshi et du suffixe latin -ensis, « qui vit dans, qui habite », lui a été donné en référence au lieu de sa découverte, la préfecture autonome tujia et miao d'Enshi.

## Publication originale
- Hu, Liu, Chen & Liu, 2024 : « A new species of the genus Spinembolia Saaristo, 2006 (Araneae: Theridiidae) from China, with two new combinations. » Acta Arachnologica Sinica, vol. 33, no 2, p. 83-88.